# Nei Conceição
Nei Conceição, właśc. Nei da Conceição Moreira (ur. 8 grudnia 1946 w São João de Meriti) – piłkarz brazylijski, występujący podczas kariery na pozycji pomocnika.

## Kariera klubowa
Nei Conceição swoją piłkarską karierę rozpoczął w klubie Botafogo FR w 1966. Z Botafogo dwukrotnie zdobył mistrzostwo stanu Rio de Janeiro – Campeonato Carioca w 1967 i 1968 oraz Taça Brasil w 1968. W barwach Fogão zadebiutował 8 sierpnia 1971 w przegranym 0-1 meczu ze Amériką Rio de Janeiro zadebiutował w lidze brazylijskiej. Karierę zakończył w CSA Maceió w 1976.
Z CSA zdobył mistrzostwo stanu Alagoas – Campeonato Alagoano w 1975. W CSA 2 listopada 1975 w przegranym 0-1 meczu derbowym z Desportivą Cariacica Nei Conceição po raz ostatni wystąpił w lidze. Ogółem w latach 1971–1975 rozegrał w lidze 84 spotkania, w których strzelił 3 bramki.

## Kariera reprezentacyjna
Jedyny raz w reprezentacji Brazylii Nei Conceição wystąpił 4 października 1970 w wygranym 5-0 towarzyskim meczu z reprezentacją Chile.